# 溶岩惑星

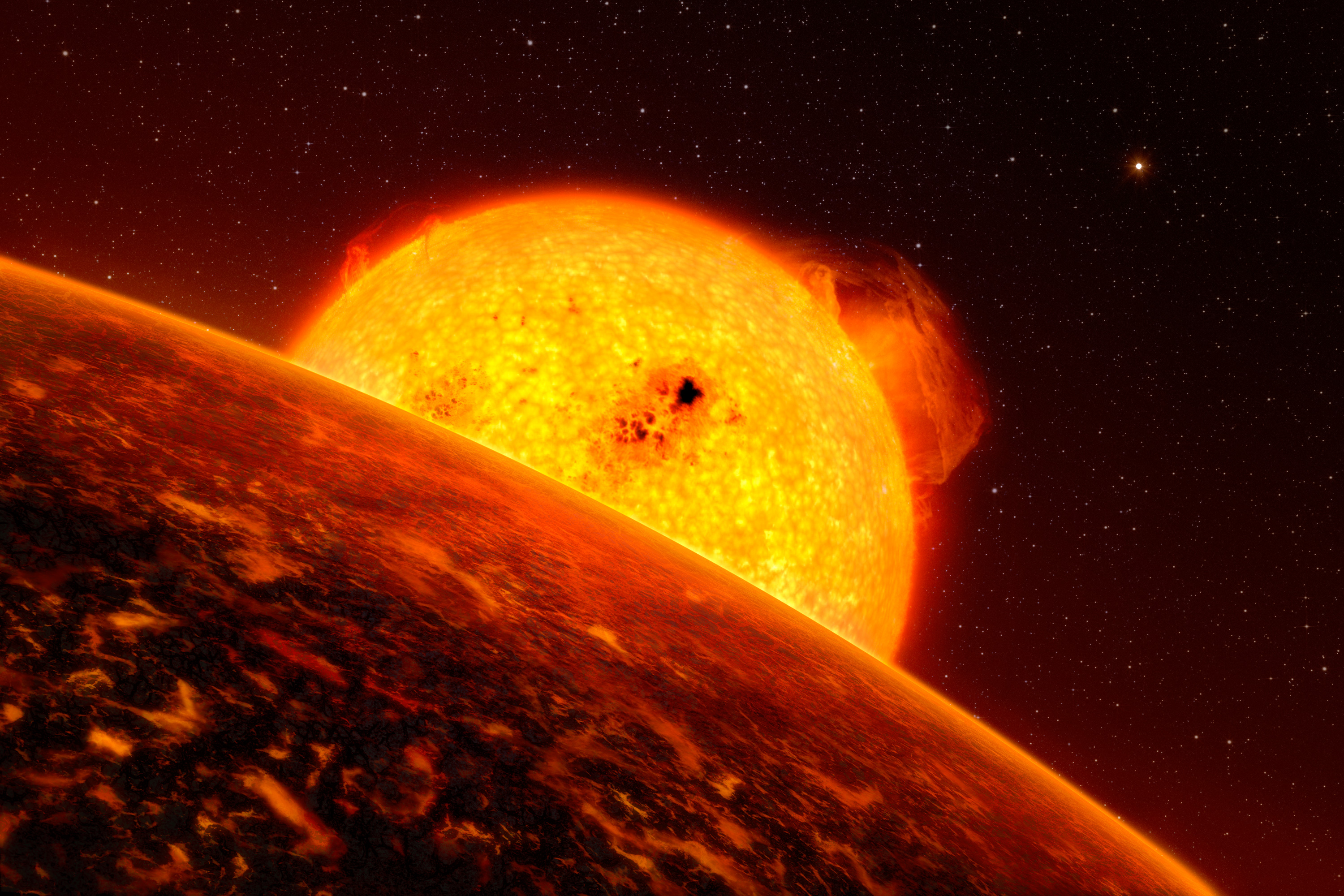
恐らく溶岩惑星であるとされているCoRoT-7bの想像図

溶岩惑星とは、地球型惑星の一種であり、表面の大部分または全体が溶岩で覆われている惑星の名称である。そのような惑星が存在する原因としては、形成直後の地球型惑星、他の天体との大きな衝突を起こした惑星、恒星の非常に近くを公転していることにより強い照射や潮汐力が引き起こされる惑星が含まれる。

## 要因と特性

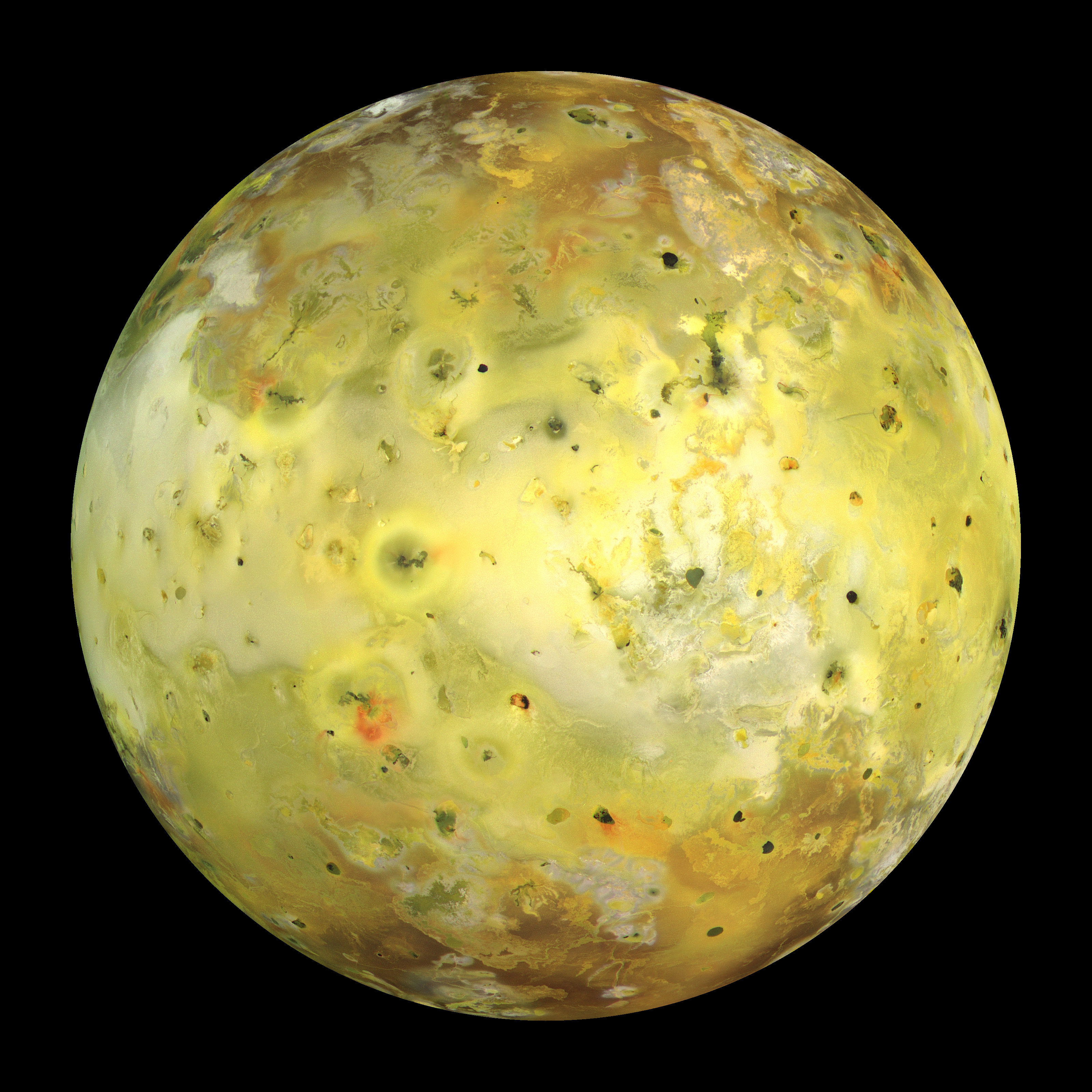
イオの画像

溶岩惑星は恐らく主星の非常に近くを公転しているとされる。軌道離心率の大きな惑星では、近くの恒星からの重力が惑星を周期的に歪ませ、その結果生じる摩擦によって内部熱が発生する。この潮汐加熱により、岩石が溶けてマグマとなり、火山から噴火する可能性がある。これは、太陽系の衛星の1つであるイオに似ており、イオは主星である木星の近くを公転している。イオは太陽系で最も地質学的に活発な天体であり、何百もの火山の中心と大規模な溶岩流が存在する。主星に非常に接近して公転している溶岩惑星は、恐らくイオよりもさらに多くの火山活動が行われている可能性があり、一部の天文学者は「スーパーイオ」という用語を使用している。これらのスーパーイオの太陽系外惑星は、継続的で活発な火山活動により表面に大量の硫黄が集中しており、イオに似ている可能性がある。
ただし、溶岩惑星を形成する要因は潮汐加熱のみではない。主星の近くを公転することによる潮汐加熱に加えて、強い恒星からの照射は、表面の地殻を溶岩に直接溶かす可能性がある。自転と公転の同期が発生している場合、表面全体が溶岩の海に覆われているままになる可能性があるが、夜側には溶岩の湖があり、昼側からの気化した岩石の凝縮によって引き起こされる溶岩の雨が降るとされている。惑星の質量も要因の1つとなる。地球型惑星でのプレートテクトニクスの出現は惑星の質量に関連しており、地球よりも重い惑星がプレートテクトニクスを示し、したがってより激しい火山活動を示すと予想されている。また、メガアースはその形成から非常に多くの内部熱を保持する可能性があるため、メガアースでは固体の地殻は形成できないとされている。
原始惑星は、主星から遠く離れて公転する比較的小さな惑星でさえ、形成直後の大量の内部加熱に起因する激しい火山活動をする傾向がある。地球は、月を形成した火星サイズの天体との衝突を受けた後、一時的に溶岩惑星であった。
2020年にプレプリントとして発表された研究によると、溶岩惑星の幾何アルベドは約0.1と低く、表面の溶岩は冷却および硬化して急冷ガラスを形成する可能性がある。

## 候補

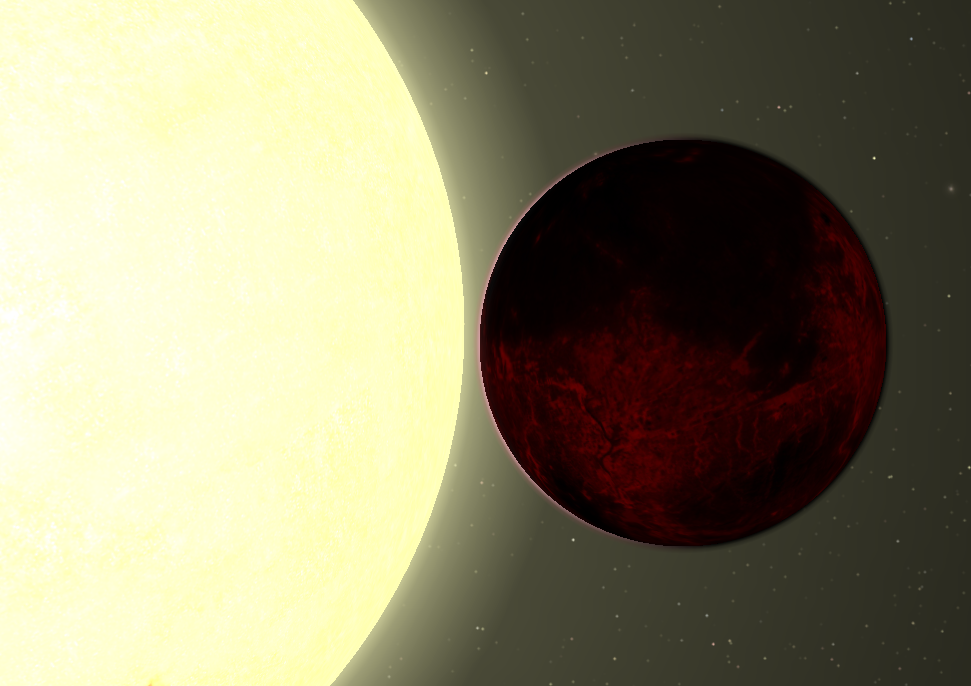
ケプラー78bの想像図

太陽系には既知の溶岩惑星は存在しておらず、太陽系外惑星における溶岩惑星の存在は理論的なままである。いくつかの既知の太陽系外惑星は、十分に小さい質量、サイズ、および軌道を考えると、溶岩惑星である可能性がある。溶岩惑星の可能性が高いのは、CoRoT-7b、ケプラー10b、ケプラー78bである。